# Liste des titres musicaux numéro un aux États-Unis en 1987
Cette page liste les titres musicaux ayant eu le plus de succès au cours de l'année 1987 aux États-Unis d'après le magazine Billboard.

## Historique
| Date         | Artiste(s)                               | Titre                                      | Référence |
| ------------ | ---------------------------------------- | ------------------------------------------ | --------- |
| 3 janvier    | The Bangles                              | Walk Like an Egyptian                      |           |
| 10 janvier   | The Bangles                              | Walk Like an Egyptian                      |           |
| 17 janvier   | Gregory Abbott                           | Shake You Down                             |           |
| 24 janvier   | Billy Vera and the Beaters               | At This Moment                             |           |
| 31 janvier   | Billy Vera and the Beaters               | At This Moment                             |           |
| 7 février    | Madonna                                  | Open Your Heart                            |           |
| 14 février   | Bon Jovi                                 | Livin' on a Prayer                         |           |
| 21 février   | Bon Jovi                                 | Livin' on a Prayer                         |           |
| 28 février   | Bon Jovi                                 | Livin' on a Prayer                         |           |
| 7 mars       | Bon Jovi                                 | Livin' on a Prayer                         |           |
| 14 mars      | Huey Lewis and the News                  | Jacob's Ladder                             |           |
| 21 mars      | Club Nouveau                             | Lean on Me                                 |           |
| 28 mars      | Club Nouveau                             | Lean on Me                                 |           |
| 4 avril      | Starship                                 | Nothing's Gonna Stop Us Now                |           |
| 11 avril     | Starship                                 | Nothing's Gonna Stop Us Now                |           |
| 18 avril     | Aretha Franklin & George Michael         | I Knew You Were Waiting (For Me)           |           |
| 25 avril     | Aretha Franklin & George Michael         | I Knew You Were Waiting (For Me)           |           |
| 2 mai        | Cutting Crew                             | (I Just) Died in Your Arms                 |           |
| 9 mai        | Cutting Crew                             | (I Just) Died in Your Arms                 |           |
| 16 mai       | U2                                       | With or Without You                        |           |
| 23 mai       | U2                                       | With or Without You                        |           |
| 30 mai       | U2                                       | With or Without You                        |           |
| 6 juin       | Kim Wilde                                | You Keep Me Hangin' On                     |           |
| 13 juin      | Atlantic Starr                           | Always                                     |           |
| 20 juin      | Lisa Lisa and Cult Jam                   | Head to Toe                                |           |
| 27 juin      | Whitney Houston                          | I Wanna Dance with Somebody (Who Loves Me) |           |
| 4 juillet    | Whitney Houston                          | I Wanna Dance with Somebody (Who Loves Me) |           |
| 11 juillet   | Heart                                    | Alone                                      |           |
| 18 juillet   | Heart                                    | Alone                                      |           |
| 25 juillet   | Heart                                    | Alone                                      |           |
| 1er août     | Bob Seger                                | Shakedown                                  |           |
| 8 août       | U2                                       | I Still Haven't Found What I'm Looking For |           |
| 15 août      | U2                                       | I Still Haven't Found What I'm Looking For |           |
| 22 août      | Madonna                                  | Who's That Girl                            |           |
| 29 août      | Los Lobos                                | La bamba                                   |           |
| 5 septembre  | Los Lobos                                | La bamba                                   |           |
| 12 septembre | Los Lobos                                | La bamba                                   |           |
| 19 septembre | Michael Jackson featuring Siedah Garrett | I Just Can't Stop Loving You               |           |
| 26 septembre | Whitney Houston                          | Didn't We Almost Have It All               |           |
| 3 octobre    | Whitney Houston                          | Didn't We Almost Have It All               |           |
| 10 octobre   | Whitesnake                               | Here I Go Again                            |           |
| 17 octobre   | Lisa Lisa and Cult Jam                   | Lost in Emotion                            |           |
| 24 octobre   | Michael Jackson                          | Bad                                        |           |
| 31 octobre   | Michael Jackson                          | Bad                                        |           |
| 7 novembre   | Tiffany                                  | I Think We're Alone Now                    |           |
| 14 novembre  | Tiffany                                  | I Think We're Alone Now                    |           |
| 21 novembre  | Billy Idol                               | Mony Mony                                  |           |
| 28 novembre  | Bill Medley & Jennifer Warnes            | (I've Had) The Time of My Life             |           |
| 5 décembre   | Belinda Carlisle                         | Heaven Is a Place on Earth                 |           |
| 12 décembre  | George Michael                           | Faith                                      |           |
| 19 décembre  | George Michael                           | Faith                                      |           |
| 26 décembre  | George Michael                           | Faith                                      |           |